# 喜潛伊比利亞軟口魚
喜潛伊比利亞軟口魚（學名：Iberochondrostoma oretanum）為輻鰭魚綱鯉形目雅羅魚科伊比利亞軟口魚屬的其中一種，被IUCN列為極危保育類動物，分布於歐洲西班牙Guadalquivir河流域，體呈紡錘形，眼徑為吻長的 0.7-1.0 倍，側線明顯，側線鱗片53-58，體長可達9公分，棲息在水質清澈的沙石底質、植被生長的溪流，屬雜食性，族群因棲地破壞而受威脅。